# Lucij Kornelij Cinna
Lucij Kornelij Cinna (latinsko Lucius Cornelius Cinna, starorimski politik, * neznano, † 84 pr. n. št.
Cinna je bil politik pozne republike, najbolj znan po tem, da je po smrti Gaja Marija postal vodja popularne stranke in štiri zaporedne mandate opravljal funkcijo rimskega konzula, s čimer je pod krinko institucij republike ustvaril osebno diktaturo. Medtem ko je poskušal z vojaško kampanjo odpraviti Sulo - edinega preostalega nasprotnika - je med njegovimi vojaki izbruhnil upor, v katerem je bil ubit.
Pogosto se govori, da je bila dominatio Cinnae oziroma Cinova vladavina vzor mlademu Juliju Cezarju za njegove politične načrte. Mladi Cezar se je poročil s Cinovo hčerko Kornelijo Cinnilo.